# Saxifraga ciliatopetala
Saxifraga ciliatopetala là một loài thực vật có hoa trong họ Saxifragaceae. Loài này được (Engl. & Irmsch.) J.T. Pan miêu tả khoa học đầu tiên năm 1985.